# Castillo de Casserres
El Castillo de Casserres es un monumento del municipio de Les Masies de Roda de la comarca catalana en la provincia de Barcelona declarado bien cultural de interés nacional. Fue un castillo, donde el gobernador del mismo además de ejercer la jurisdicción sobre el castillo también la ejercía sobre una extensión del territorio a su alrededor. Está documento desde el año 898.

## Estado actual
Del primitivo castillo queda un grueso muro que cierra el acceso a la península donde se encuentra el monasterio de San Pedro de Caserras. Recibe el nombre de «muro carolingio» y está construido con un paramento en opus spicatum.